# جهانكير فروهر
جهانكير فروهر (بالفارسية: جهانگیر فروهر) (1916 - 6 نوفمبر 1997)؛ ممثل سينمائي إيراني.

## النشأة
ولد في مدينة أصفهان في إيران، عام 1916. بدأ التمثيل في المسرح في سن الثامنة عشرة وفي السينما في سن الخمسين. وهو والد الفنانة الإيرانية ليلى فروهر.

## أهم الأعمال الفنية
- داش أكول (1971)
- ستار خان (1972)
- مظفر (1974)
- Soltan-e Sahebgharan (1974 ، مسلسل تلفزيوني)
- أسرار الكنز في وادي الأشباح (1974)
- الصقر (1975)
- عمي نابليون (1976 ، مسلسل تلفزيوني)
- دار إمتداد شاب (1978)
- هيزار دستان (1987 ، مسلسل تلفزيوني)
- شهيد الكوفة (1992-1998 ، مسلسل تلفزيوني) [2]

## وصلات خارجية
- جهانكير فروهر على موقع IMDb (الإنجليزية)
- جهانكير فروهر على موقع قاعدة بيانات الفيلم (الإنجليزية)